# Blechnum longicauda
Blechnum longicauda är en kambräkenväxtart som beskrevs av Carl Frederik Albert Christensen. Blechnum longicauda ingår i släktet Blechnum och familjen Blechnaceae. Inga underarter finns listade.